# 肛突叶蝉属
肛突叶蝉属（学名：Bhatiahamus）是叶蝉科下的一个属。

## 下属物种
本属包括以下物种：
- 扇茎肛突叶蝉 Bhatiahamus flabellata (Shang & Shen, 2006)
- 曲茎肛突叶蝉 Bhatiahamus sinuatus Lu & Zhang, 2014